# سید علی نکویی زهرایی
سید علی نکویی زهرایی (اردیبهشت ۱۳۱۹_ ۱۶ فروردین ۱۴۰۰) فعال سیاسی و مدیر اجرایی ایرانی بود که استاندار قزوین، چهارمحال و بختیاری و کرمانشاه بوده‌است.